# Awa Guèye
Awa Guéye, née le 31 août 1978 à Dakar (Sénégal), est une joueuse sénégalaise de basket-ball féminin. 

## Biographie
Internationale sénégalaise, elle dispute les Championnats d'Afrique 2005, 2007 et 2009. Elle participe aux Jeux olympiques de 2000 ainsi qu'au tournoi qualificatif pour Jeux olympiques de 2008. Elle dispute les Championnats du monde 1998, 2002 et 2010.
Elle joue en Suisse de 2002 à 2005, avant de venir en France. Strasbourg (LFB) en 2005-2007, Le Chesnais Versailles (NF2) en 2007-2008, Gravenchon (NF2) en 2008-2009, Limoges (LFB) en 2009-2010, avant deux saisons à Pau Moureux en LF2.
Arrivée en Europe en 2002, elle passe d'abord trois saisons en Suisse puis joue en France à Strasbourg, à Clermont-Ferrand, à Versailles, à Limoges, à Pau-Mourenx puis au Roannais basket féminin.
Après avoir pris sa retraite internationale en 2009, elle est de nouveau convoquée en 2015. Son club de La Glacerie (NF1) la rappelle après n20 jours de préparation, mais le Sénégal reporte le Championnat d'Afrique et une qualification pour les jeux de Rio malgré son absence.

## Clubs
- 2002-2005 :
- 2005-2007 :  Strasbourg IG
- 2007-2008 :  Entente Le Chesnay-Versailles (NF2)
- 2008-2009 :  CS Gravenchon (NF2)
- 2009-2010 :  Limoges ABC (LFB)
- 2012-2014 :  Élan béarnais Pau-Lacq-Orthez
- 2014-2015 :  Roanne BF (NF1)
- 2015-2016 :  La Glacerie (NF1)
- 2017-2019 :  Pays voironnais
- 2019-2021 :  AS Tullins-Fures
- 2021-? :  USO Mondeville

## Palmarès
- Championne d'Afrique 2009
- Vice-championne d'Afrique 2005
- Vice-championne d'Afrique 2007
- Médaille de bronze aux Jeux africains de 2003